# Rosane Malta
Rosane Brandão Malta GCC (Canapi, 20 de outubro de 1964), mais conhecida como Rosane Collor, foi a primeira-dama do país durante a presidência de seu ex-marido, Fernando Collor, o 32.º presidente do Brasil, que governou de 15 de março de 1990 a 29 de dezembro de 1992. Antes de assumir o papel de primeira-dama do país, Rosane foi a primeira-dama de Alagoas, exercendo a função de 15 de março de 1987 a 14 de maio de 1989, durante o mandato de Collor como governador do estado.
Como primeira-dama, Rosane Collor esteve envolvida em diversas iniciativas sociais e culturais, promovendo projetos voltados para a melhoria da qualidade de vida e inclusão social. Seu papel foi, porém, ofuscado por eventos conturbados da política nacional, especialmente durante o governo de Fernando Collor, que enfrentou um processo de impeachment e uma série de controvérsias.
Após a saída de Fernando Collor da presidência, Rosane teve uma vida pública menos destacada, mas sua história continua a ser uma parte significativa do contexto político e social do Brasil nas décadas de 1980 e 1990.

## Biografia

### Família
Rosane Brandão Malta nasceu em uma família política que exercia influência em modestos municípios do sertão de Alagoas, como Canapi (onde nasceu), Mata Grande e Inhapi. É filha de João Alvino Malta e de sua esposa, Rosita Brandão. Seu tio-avô, Euclides Malta, foi governador de Alagoas por dois mandatos. Seu irmão, Joãozinho Malta, já foi preso por tráfico de drogas e acusado de assassinato.

### Estudos
Aos dez anos, mudou-se para Maceió, onde estudou em um colégio de freiras, o Colégio Santíssimo Sacramento. Rosane possui ainda um diploma em Administração.
Antes de conhecer Collor, trabalhou como recepcionista da seção alagoana da Legião Brasileira de Assistência, fundada por Darcy Vargas.

## Casamento
O casamento deles, em 1984, após dois anos de namoro, significou uma aliança entre dois grupos oligárquicos alagoanos, embora a família Collor tivesse mais influência política. Na intimidade, o casal se apelidava carinhosamente de Quinho e Quinha. Fernando já havia sido casado anteriormente com a socialite Lilibeth Monteiro de Carvalho, com quem teve dois filhos. Também teve um filho com sua ex-amante Juceneide Braz da Silva, em 1980.
Após o casamento, Rosane tentou ter filhos, mas não estava conseguindo. Após alguns anos de tratamento de fertilização, conseguiu engravidar, mas aos três meses de gestação, sofreu um aborto espontâneo. Após isso, entrou em depressão, e por mais de dez anos continuou em tratamento para engravidar, sem sucesso, o que lhe causou diversos abalos emocionais.

## Primeira-dama de Alagoas
Em março de 1987, Rosane Collor assumiu o papel de primeira-dama de Alagoas, posição que ocupou após seu marido, Fernando Collor de Mello, vencer as eleições para governador do estado no ano anterior. De origem política, Rosane vinha de uma família influente nos municípios do sertão alagoano, o que a familiarizava com o cenário social e político da região. Durante seu tempo como primeira-dama estadual, ela se envolveu ativamente em uma série de iniciativas sociais, dirigindo programas voltados para educação, saúde e inclusão social com o objetivo de suprir lacunas nas áreas mais carentes do estado. Sua atuação foi fundamental para impulsionar projetos que apoiavam mulheres e crianças em situação de vulnerabilidade e que promoviam o acesso à educação e saúde básica nas comunidades mais afastadas.
A dedicação de Rosane foi interrompida em maio de 1989, quando Collor renunciou ao cargo de governador para lançar sua candidatura à Presidência da República. Na campanha presidencial de Collor, Rosane desempenhou um papel importante, representando a imagem de uma primeira-dama jovem e engajada, que seria uma defensora das causas sociais. Sua visibilidade e responsabilidade cresceram substancialmente, pois a ascensão ao cargo mais alto do Executivo nacional traria desafios adicionais ao casal, que agora seria o centro das atenções políticas no Brasil.

## Primeira-dama do Brasil
Em março de 1990, aos vinte e seis anos de idade, Rosane Collor assumiu o papel de primeira-dama do Brasil, tornando-se a presidente da Legião Brasileira de Assistência (LBA) em 20 de março do mesmo ano. Em sua gestão, Rosane passou a percorrer o país para avaliar de perto as desigualdades sociais e elaborar políticas de assistência voltadas para populações de baixa renda, focando especialmente em áreas vulneráveis onde a LBA poderia atuar diretamente. Seu objetivo era reduzir as disparidades sociais por meio do acesso facilitado a serviços básicos e auxílio emergencial. Contudo, apesar de seu envolvimento, enfrentou resistência do próprio Fernando Collor, que pressionava para que ela deixasse o cargo ou limitasse suas atividades na LBA, por motivos que poderiam envolver o controle sobre as decisões institucionais.
Durante sua atuação como primeira-dama, Rosane esteve no centro de importantes eventos diplomáticos. Em 1991, ela e o presidente Collor receberam o príncipe Charles e a princesa Diana de Gales em uma visita de Estado que marcou as relações diplomáticas entre Brasil e Reino Unido. Na noite de 23 de abril, Rosane ofereceu um banquete em homenagem ao casal britânico no Palácio Itamaraty, onde sua interação com Diana chamou atenção. Em um gesto de cordialidade, Rosane enviou um vestido de sua estilista Glorinha Pires Rebelo à princesa, que se encantara com o design.
Pouco depois, em 7 de maio de 1991, Rosane e Collor receberam em visita oficial o primeiro-ministro de Portugal, Aníbal Cavaco Silva, e sua esposa, Maria Cavaco Silva. Esse evento reforçou os laços entre Brasil e Portugal, destacando o papel de Rosane na recepção de delegações internacionais, onde ela buscava estreitar os laços culturais e políticos com outras nações de língua portuguesa.

### Escândalo na LBA
O episódio envolvendo Rosane Collor e a Legião Brasileira de Assistência, revelado pelo Jornal do Brasil, levantou graves acusações de desvio de verbas públicas para favorecer familiares da primeira-dama. A investigação revelou que a LBA teria destinado recursos para ações em regiões carentes do Nordeste, mas que, na prática, beneficiaram membros da família Malta. Entre as irregularidades, estava a compra superfaturada de leite e a concessão de 59 milhões de cruzeiros para o irmão de Rosane, Pompílio Malta, destinado ao fornecimento de água através de carros-pipas em Canapi — uma ação que nunca foi concretizada. Outro valor significativo, cerca de 35 milhões de cruzeiros, foi repassado para uma construtora em Mata Grande pertencente a uma prima de Rosane, com o mesmo propósito de combate à seca, mas também sem registros de execução.
A crise ganhou proporções públicas quando Rosane deixou a presidência da LBA em setembro de 1991, realizando um discurso de despedida marcado por tensões e hesitações. Em suas palavras, ela afirmou deixar o cargo "sem mágoas", acusando adversários de tentar desestabilizá-la por "interesses políticos subalternos". Com o agravamento da crise, a relação entre Rosane e Fernando Collor começou a se desgastar de forma visível, com o presidente aparecendo em eventos públicos sem a aliança de casamento, o que sinalizava problemas no âmbito pessoal e político do casal.

### Viagens oficiais

#### Japão
Rosane e o presidente Collor fizeram viagem oficial ao Japão entre os dias 8 e 15 de novembro de 1990 onde participaram em Tóquio, da entronização do imperador Akihito.

#### Espanha
Entre os dias 14 e 19 de maio de 1991, o casal Collor fez visita de Estado a Espanha, onde foram recebidos pelo rei Juan Carlos e pela rainha Sofia. Para homenagear os Collor, o casal real realizou um banquete, em Madrid, no dia 16 de junho de 1991.

#### Suécia
Rosane e Fernando Collor foram recebidos pelo rei Carlos XVI Gustavo e pela rainha Sílvia da Suécia, em Estocolmo, numa visita presidencial em 5 de junho de 1991.

#### Noruega
Em 7 de junho de 1991, Rosane e o presidente Fernando Collor viajaram em visita oficial a Noruega, na qual foram recebidos pelo rei Haroldo V e pela rainha Sônia, sendo oferecido-lhes um almoço em Oslo, para homenagear o presidente e a primeira-dama. Fora do roteiro presidencial previsto, os reis da Noruega serviram um jantar privado para os Collor.

#### Estados Unidos
Rosane e Fernando Collor visitaram os Estados Unidos entre os dias 17 e 21 de junho de 1991, e foram recebidos na Casa Branca pelo presidente George H. W. Bush e pela primeira-dama Barbara Bush. A recepção dos norte-americanos contou com um almoço e um jantar em homenagem ao casal presidencial brasileiro. A primeira-dama americana presenteou Rosane com um livro após a visita oficial.

### Estilo e moda
Vaidosa, a primeira-dama Rosane vestia-se à Glorinha Pires Rebelo. Em 1991, ela fretou um avião e voou do Rio de Janeiro para Brasília só para mostrar alguns dos modelitos na Casa da Dinda, o que gerou críticas. Vestia também Chanel, Dior, Gucci e Prada.

## Após oimpeachment
Em 1995, após o tumultuado período no Palácio da Alvorada, o casal Rosane e Fernando Collor decidiu recomeçar sua vida em Miami, na Flórida. A mudança para a cidade americana foi estratégica e simbólica, marcando uma nova fase após anos de controvérsias políticas no Brasil. Eles adquiriram uma casa vizinha à do famoso cantor espanhol Julio Iglesias, uma escolha que refletia o desejo de estar próximo ao glamour e ao estilo de vida dos ícones internacionais.
No entanto, a trajetória de Rosane não foi isenta de escândalos. Em 2000, ela foi condenada em primeira instância por corrupção ativa e passiva, relacionadas à sua gestão na presidência da Legião Brasileira de Assistência (LBA). As acusações, que incluíam desvio de verbas e favorecimento de familiares, geraram grande repercussão na mídia e na opinião pública, afetando sua imagem. Apesar das condenações iniciais, Rosane lutou contra as acusações e, em um desfecho favorável, foi absolvida em todos os processos no Supremo Tribunal Federal.
Até hoje, Rosane mantém que as alegações contra ela eram infundadas e motivadas por interesses políticos. Sua vida após a presidência foi marcada pela busca de reabilitação pública, enquanto refletia sobre o impacto das decisões políticas e pessoais em sua trajetória.

## Divórcio
Fernando e Rosane Collor chegaram ao fim de seu casamento em 28 de fevereiro de 2005, após um período conturbado e cheio de desavenças. O divórcio foi marcado por ações drásticas do ex-presidente, que mandou encaixotar os objetos pessoais de Rosane em suas residências em São Paulo, Brasília e Miami, um ato que simbolizou o término da relação e a ruptura de um vínculo que havia enfrentado diversas dificuldades ao longo dos anos. Para agravar a situação, Fernando cancelou os cartões de crédito e cheques de Rosane, deixando-a em uma posição vulnerável em um momento delicado.
No ano seguinte, Fernando Collor se casou novamente, desta vez com sua ex-arquiteta Caroline Medeiros, com quem teve duas filhas gêmeas. A nova união de Collor trouxe à tona questões sobre os legados do passado e as mudanças na vida pessoal de Rosane. Em meio a esse cenário, Rosane precisou lidar com a transição de sua identidade como ex-primeira-dama e mulher casada para uma nova fase de independência.
Apesar das adversidades, Rosane conseguiu garantir uma pensão mensal de aproximadamente 18 mil reais de Collor. Em dezembro de 2013, foi decidido que ela continuaria a receber uma pensão em torno de R$ 20 mil por mais três anos. Além disso, Rosane ficou com a posse de dois imóveis, um passo significativo na busca por sua autonomia e estabilidade financeira após o divórcio.

## Vida atual
Em abril de 2005, Rosane tornou-se evangélica e costuma frequentar a Igreja Evangélica Batista El Shaddai duas vezes por semana.
Em 2007, iniciou um relacionamento com seu advogado, Alder Flores e está atualmente filiada ao Partido Humanista da Solidariedade (PHS).
Em 2018, foi candidata a deputada estadual de Alagoas, mas não foi eleita.

## Livro
- MALTA, Rosane (2014). Tudo o que Vi e Vivi. Brasil: Editora Leya. ISBN 978-85-44-10073-8.[29][30]

## Honra
| Insígma | País     | Honra                                                                                           | Data                |
| ------- | -------- | ----------------------------------------------------------------------------------------------- | ------------------- |
|         | Portugal | Grã-Cruz da Ordem Militar de Cristo, concedida pelo Presidente Mário Alberto Nobre Lopes Soares | 2 de julho de 1991. |